# Tell Taban
Tell Taban es un yacimiento arqueológico situado en el noreste de Siria, en la provincia de Al-Hasakah. Es el emplazamiento de la antigua ciudad de Ṭābetu.

## Arqueología
El yacimiento se excavó por primera vez entre 1997 y 1999 como operación de salvamento en respuesta a los efectos de la presa de Hassake. Se encontraron varios objetos con inscripciones, en su mayoría de edificios. El yacimiento se volvió a excavar entre 2005 y 2010. Se encontraron más inscripciones y un archivo
con más de 100 tablillas cuneiformes, que datan de los periodos babilónico antiguo y asirio medio.

## Historia

### Ṭābetu
La ciudad fue mencionada en el siglo XVIII a. C.como un centro regional llamado Ṭābatum en las tablillas del reino de Mari, y fue destruido por Samsu-iluna de Babilonia. Después, la ciudad quedó bajo el control de Terqa durante un tiempo.  Unos siglos más tarde pasó a estar bajo el dominio de los asirios tras la caída de los Mittani.

#### Reino autónomo
Una dinastía autónoma gobernó la ciudad entre el siglo XIV y el siglo XII a. C. bajo la soberanía y reconociendo la supremacía de los reyes de Asiria media; los gobernantes de Ṭābetu se autodenominaban “los reyes de Ṭābetu y de la Tierra de Mari”. 
En la época del reino de Ṭābetu del período asirio medio, la designación "Mari" se utilizaba probablemente para indicar las tierras alrededor de Ṭābetu y no se refería al antiguo reino de Mari situado en el Éufrates. Otra posibilidad es que la Mari del título del rey Ṭābetu corresponda a Marê, una ciudad mencionada hacia el 803 a. C. en la estela de Nergal-ereš, un Limmu del rey neoasirio Adad-nirari III. Marê se menciona en asociación con Raṣappu, que probablemente se encontraba en las laderas meridionales y orientales del Jebel Sinjar.
El origen de la dinastía es impreciso; los dos primeros gobernantes conocidos llevaban nombres hurritas.  Sin embargo, “la tierra de Mari” se menciona en el archivo hurrita mitanniano de Nuzi, y las tablillas del siglo XV y el siglo XIV a. C. de la propia Tell Taban revelan que los habitantes eran amorreos. La dinastía podría haber sido de origen amorreo pero adoptó nombres reales hurritas para apaciguar al imperio mitaniano. Los reyes de Ṭābetu parecen haber reconocido la autoridad de Asiria tan pronto como comenzó la conquista asiria de Mitanni; a cambio, los asirios aprobaron la continuación de la dinastía local cuyos gobernantes fueron rápidamente asirizados y adoptaron nombres asirios en sustitución de los nombres hurritas.
Esta es una lista de los reyes de Ṭābetu que pertenecían a la misma dinastía.
| Gobernante                         | periodo                                                      | Notas                            |
| ---------------------------------- | ------------------------------------------------------------ | -------------------------------- |
| Akit-Teššup                        | Finales del siglo XIV - principios de siglo XIII a. C.       |                                  |
| Zumiya                             | Principios del siglo XIII a. C.                              | Hijo de Akit-Teššup              |
| Adad-Bel-Gabbe I                   | Principios del siglo XIII a. C.                              | Hijo del predecesor              |
| Uno o dos gobernantes desconocidos | Mediados del siglo XIII a. C.                                |                                  |
| Aššur-Ketta-Lešir I                | Mediados del siglo XIII a. C. – finales del siglo XIII a. C. | Descendiente de Adad-Bel-Gabbe I |
| Adad-Bel-Gabbe II                  | Finales del siglo XIII– Principios del siglo XII a. C.       | Hijo de Aššur-Ketta-Lešir I      |
| Rīš-Nergal                         | Mediados del siglo XII a. C.                                 | Hijo de Adad-Bel-Gabbe II        |
| Mannu-lū-yāʾu                      | Mediados del siglo XII a. C.                                 | Hijo de Adad-Bel-Gabbe II        |
| Nombre no identificado             | Mediados del siglo XII a. C.                                 | Hijo de Mannu-lū-yāʾu            |
| Etel-pî-Adad                       | Mediados del siglo XII a. C.                                 | Hijo de Adad-Bel-Gabbe II        |
| Adad-bēl-apli                      | Mediados del siglo XII – finales del siglo XII a. C.         | Hijo def Etel-pî-Adad            |
| Adad-Bel-Gabbe III                 | Finales del siglo XII a. C.                                  | Hijo de Adad-bēl-apli            |
| Aššur-Ketta-Lešir II               | Finales del siglo XII - siglo XI a. C.                       | Hijo de Adad-Bel-Gabbe III       |
| Enlil-šar-ilāni                    | Principios del siglo XI a. C.                                | Hijo de Aššur-Ketta-Lešir II     |
| Adad-apla-iddina                   | No está claro                                                |                                  |